# غراف كيو إل
غراف كيو إل هي لغة استعلام تم تطويرها داخليًا بواسطة فيسبوك في عام 2012 قبل أن يتم نشرها علنًا في عام 2015. وهي توفر بديلاً لرست وأبنية خدمة الويب المخصصة. وتسمح للوكيل بتحديد بنية البيانات المطلوبة، ويتم إرجاع نفس بنية البيانات من السيرفر. وتسمح للوكلاء بإملاء البيانات المطلوبة. مما يحل مشاكل الإفراط في الجلب بالإضافة إلى الجلب الناقص للبيانات.
من عملاء غرافل الرئيسين وكيل أبولو وريلاي. تتوفر خوادم غراف كيو إل على عدة لغات، بما في ذلك جافا سكريبت، وبايثون،، وروبي، وجافا، وسي شارب، وسكالا، وغو، وإليكسير، وإرلانج، وبي إتش بي، وكلوجر.
في 9 فبراير 2018، تم تعريف غراف كيو إل كلغة برمجة.